# Aklo
L'aklo è una lingua artificiale citata nelle opere del Ciclo di Cthulhu di Howard Phillips Lovecraft.
Viene presentata come una lingua segreta, forse un codice artificiale usato da una razza non umana, correlata con la scrittura di testi proibiti e culti del male.
L'aklo fu inventata da Arthur Machen nel suo racconto del 1899 The White People. In seguito venne resa celebre nelle opere di H.P. Lovecraft. Alan Moore se ne servì per due suoi racconti: The Courtyard e Neonomicon.